# Montreuil-sur-Epte
Montreuil-sur-Epte é uma comuna francesa na região administrativa da Ilha de França, no departamento do Vale do Oise. Estende-se por uma área de 7.15 km². Em 2010 a comuna tinha 421 habitantes (densidade: 58,9 hab./km²).